# Qandala
Qandala (arab. كاندالة, Kandala) – miasto w północno-wschodniej Somalii (Puntland), w regionie Bari; 15, 6 tys. mieszkańców (2005). Położone nad Zatoką Adeńską. Jest stolicą okręgu Qandala. W mieście znajduje się port lotniczy Candala.